# Tetrasarus albescens
Tetrasarus albescens är en skalbaggsart som beskrevs av Bates 1880. Tetrasarus albescens ingår i släktet Tetrasarus och familjen långhorningar. Inga underarter finns listade i Catalogue of Life.